# Семакин, Максим Валерьевич
Макси́м Вале́рьевич Сема́кин (26 октября 1983, Красноярск, СССР) — российский футболист, полузащитник. Победитель первенства ФНЛ 2012/2013 в составе «Урала». Мастер спорта России по хоккею с мячом.

## Карьера
В детстве занимался и футболом (первый тренер — Сергей Владимирович Австриевский), и хоккеем с мячом. В 16 лет подписал профессиональный контракт с хоккейным братским «Металлургом», с которым вышел в высшую лигу. За это достижение получил звание мастера спорта России. После этого проходил просмотр в красноярском «Енисее», однако попасть в команду не удалось.
В 2004 году подписал первый профессиональный контракт в футболе с красноярским «Металлургом». Вместе с командой вышел в первый дивизион. В 2008 году полсезона отыграл за «Кубань», после чего перешёл в нижегородскую «Волгу». С сезона 2011/12 выступал за «Урал». В 2013 году пополнил ряды «Уфы», в составе которой играл в премьер-лиге. В феврале 2016 года перешёл в «Луч-Энергию» на правах аренды, а летом — в «Енисей» на аналогичных условиях.

## Достижения
Первенство ФНЛ
- Победитель: 2012/13
- Серебряный призёр: 2010
- Бронзовый призёр: 2016/2017

Кубок ФНЛ
- Обладатель: 2012, 2013 (2)

Первенство ПФЛ
- Победитель: 2005 (зона «Восток»), 2008 (зона «Урал-Поволжье»)